# لاورنس هالپرین
لاورنس هالپرین (به انگلیسی: Lawrence Halprin) متولد ۱۹۱۶ نیویورک، معمار قرن بیستم آمریکایی است.
او دانش آموختهٔ دانشگاه هاروارد است.
آوازهٔ او بخاطر طراحی پارکهای شهری منحصر بفردی در سطح آمریکا است.